# St. Vitus (Freren)

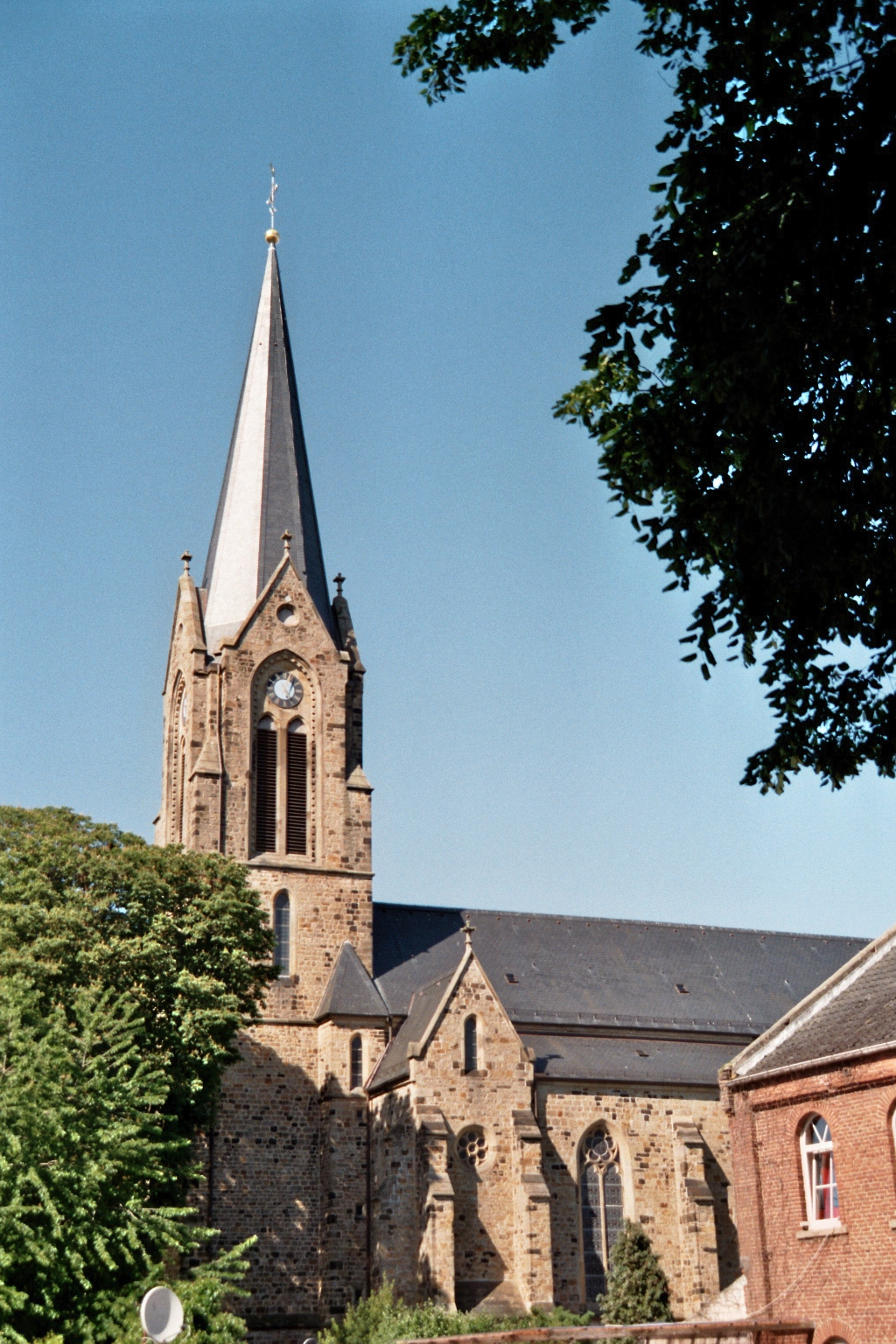
St. Vitus

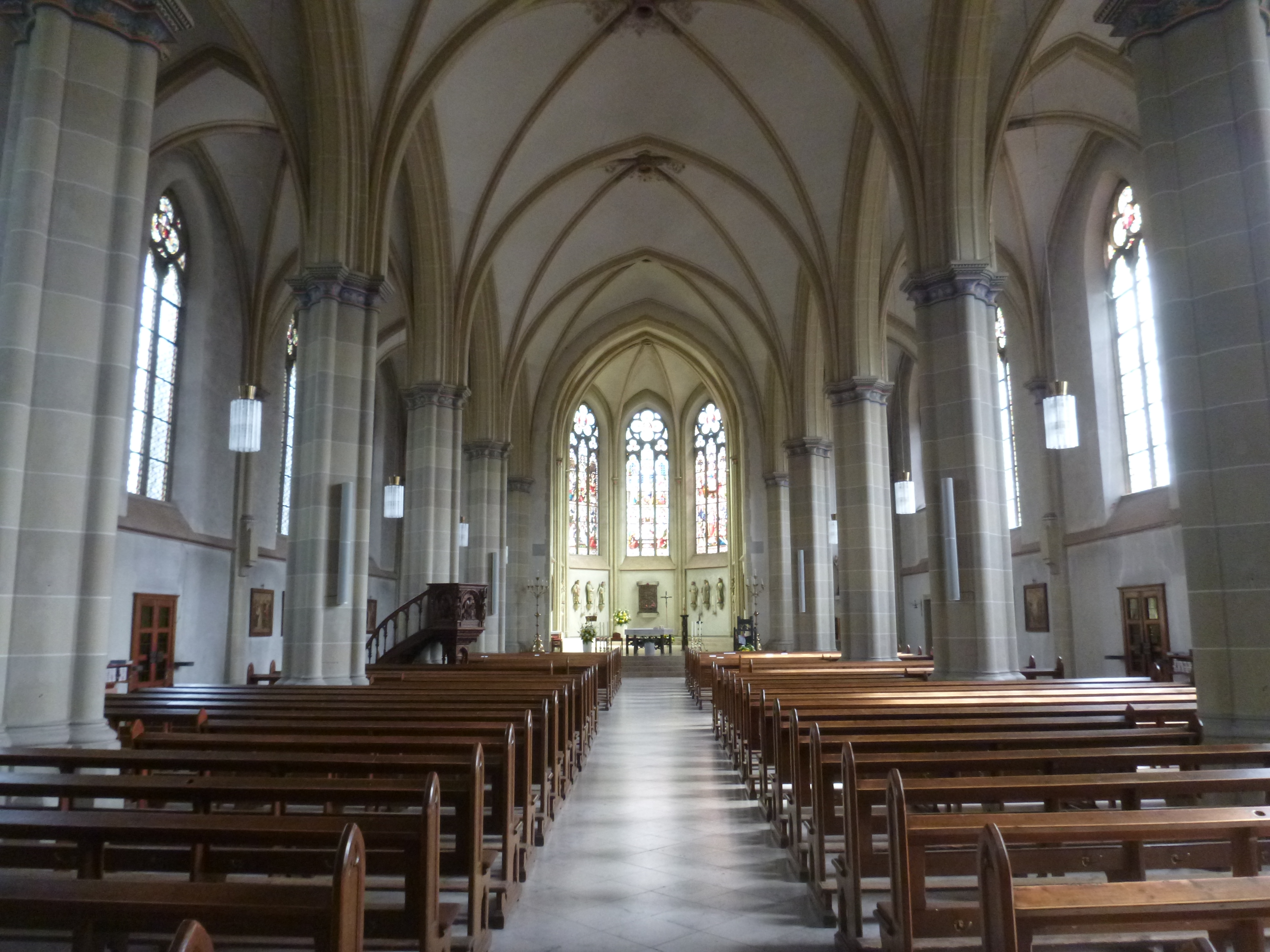
Innenansicht

Die römisch-katholische denkmalgeschützte Kirche steht in Freren, einer Kleinstadt im Landkreis Emsland von Niedersachsen.
Die Pfarreiengemeinschaft Freren gehört zum Dekanat Emsland-Süd des Bistums Osnabrück.

## Geschichte und Beschreibung
Die erste Kirche in Freren wurde bereits gegen Ende des 8. Jahrhunderts unter Abt Gerbert Castus von der Missionszelle Visbek aus gegründet und ist eine Urkirche des nordwestlichen sächsischen Lerigaus. Diese Kirche wurde zusammen mit dem Kloster (cellula) Visbek durch Ludwig den Deutschen 855 der Benediktinerabtei Corvey an der Weser geschenkt.
Die neugotische Hallenkirche wurde 1895–99 nach Plänen von Alexander Behnes erbaut. Sie besteht aus dem Kirchturm im Westen, einem Langhaus aus fünf Jochen, aufgeteilt auf das Mittelschiff und die beiden Seitenschiffe, und einem eingezogenen Chor mit Fünfachtelschluss.
Die Kirchenausstattung wurde zum Teil aus dem Vorgängerbau übernommen. Die Orgel wurde 1958 vom Orgelbau Kreienbrink errichtet. Sie wurde 1970 vergrößert und hat nun 32 Register, verteilt auf Hauptwerk, Rückpositiv und Schwellwerk und Pedal.